# Jar Jar Binks
Jar Jar Binks a Csillagok háborúja elképzelt univerzumának egyik szereplője. Alakja számos vitát és ellenérzést váltott ki a sorozat rajongóinak egy részéből.

## Leírása
Jar Jar Binks a gungan fajba és az otolla rasszba tartozó férfi. Magassága 1,96 méter, testtömege 66 kilogramm. Sárgás-világosbarna bőrén nincsen szőrzet. Szemszíne narancssárga. Szemei nyúlványokon helyezkednek el. Fülei hosszúak és lelógnak; szaggatott megjelenésűek. Szája kacsacsőrszerű, két nagy orrlyukkal. Hosszú nyelvével képes „elkapni” a táplálékot, mint ahogy azt a „Baljós árnyak” című filmben is láthatjuk. Végtagjai is hosszúak.

## Élete
Ez a híres gungan Y. e. 52-ben, a mocsaras Naboo nevű bolygón született.
Az otthonából az általa okozott balesetek miatt száműzött Jar Jar a Naboo bolygó felszínén találkozott Qui-Gon Jinn Jedi mesterrel, mindketten a bolygót megszálló Kereskedelmi Szövetség droidseregei elől menekültek. A gungan, cserébe, hogy a jedik megmentették, a kísérőjükül szegődött, és elvezette őket a víz alatt rejtőző gungan fővárosba, Otoh Gunga-ba. Miután Theedben, a nabooi emberek fővárosában kiszabadították a fogságba esett Padmé Amidala királynőt, a bolygó ifjú kormány- vagy államfőjét, egy űrhajóval áttörték a Szövetség űrblokádját, és megsérült állapotban a Tatuin bolygón szálltak le. A javítások után visszamentek a Galaxis kormányzatának otthont adó Coruscantra, hogy segítséget kérjenek a megszállás ellen a Galaktikus Szenátustól, majd ennek sikertelensége után Amidala királynő úgy döntött, a Naboo egyedül veszi fel a harcot az invázióval (Jar Jar így egy epizód alatt többet utazott, mint sok más gungan együttvéve egész életében). A Jedik, Qui-Gon Jinn és tanítványa, Obi-Wan Kenobi padawan és Jar Jar továbbra is segítették. Jar Jar közvetítésével a Nass Főnök vezette gunganek és a nabooi emberek szövetséget kötöttek. Nass, érdemeire való tekintettel, mentesítette Jar Jart a száműzetés alól, és megtette tábornoknak, a gungan feladata volt a Nagy Haderő (lásd gunganek) tüzérségének vezénylése. A füves puszták csatája során Tobler Ceel tábornok alatt szolgált. Az elsősorban figyelemelterelésre szolgáló, de számos gungan életébe kerülő csata lényegesen hozzájárult ahhoz, hogy a Naboo felszabaduljon a szövetségi invázió alól. Bár a végkimenetelét illetően nehéz eldönteni, hogy a gunganek tulajdonképp nyertek-e vagy vesztettek, az bizonyos, hogy a kitűzött célját elérte. Az mindenesetre kiderült, hogy Jar Jar nem az a típus, aki alig várja, hogy hősi halottá váljon, a csatában inkább a szerencséje, semmint a bátorsága, esze, vagy a tehetsége segítette.
Jar Jar volt az első gungan, aki képviselte faját a Galaktikus Szenátusban. Először Padmé Amidala szenátor mellett tevékenykedett, mint ifjú képviselő (Junior Representative), aztán pedig Padmé halála után Jar Jar is szenátorrá vált. Mint a legtöbb gungan, Jar Jar is beszéli a galaktikus közös nyelvet, azonban sajátos hozzászólásokat, tájszólásokat is fűz a beszédébe. Habár a legtöbbször hiszékeny és ügyetlen, a történelem során többször is hozzájárult eléggé nagy mértékben az események kedvező végkimeneteléhez. Például jelentős része van abban, hogy a bosszúszomjas Nute Gunray, a Kereskedelmi Szövetség helytartója (vezetője) karmaiból kisiklott a Rodia bolygóra csalt Amidala szenátornő. A Klónok háborúja c. sorozatban Jar Jar ügyetlenkedései ellenére többször képes volt hathatós segítséget nyújtani a Köztársaság szolgálatában harcoló Jediknek és szenátoroknak, pl. a weequay kalóz, Hondo Ohnaka ellen is. Azonban néha a cselekedetei nem mindig fordulnak jóra.
Karrierje során Jar Jar Binks hadvezér, képviselő és szenátor is volt.
Később segítette faját, a gunganeket, hogy sikeresen letelepedjenek az Ohma D’un nevű, víz borította holdra. Ifjú képviselőként leadta szavazatát Palpatine megválasztására, mint a Galaktikus Köztársaság új kancellárja. Jar Jar Binks politikailag aktív maradt a Galaktikus Birodalom idején is, mint a Chommell szektor szenátora.

## Megjelenése filmekben, videójátékokban, könyvekben
Jar Jar Binks számos filmben, videójátékban, könyvben és képregényben szerepel. Talán a legismertebbek a „Baljós árnyak”, a „A klónok támadása” és a „A Sith-ek bosszúja” című film, valamint a „Star Wars: A klónok háborúja” című televíziós sorozat.

### Fordítás
- Ez a szócikk részben vagy egészben a Jar Jar Binks című Wookieepedia-szócikk fordítása. Az eredeti cikk szerkesztőit annak laptörténete sorolja fel.